# Структурализам у архитектури
Структурализмус је настао у науци 20. века као правац основан на методолошку оријентацију којој је циљ изучавање структура објеката при нагласку на приоритете целине у односу на делове и изучавање односа међу елементима датог система у архитектури и урбанизму јавља се средином 20. века где се су се примењивале структуре као изрази социјалне и функционалне зависности као и одређене пројектне теме као мултипликације модула и примена геометризованих форми. Често су из ове теорије произилазили основне структура из модула или растера и предлози процеса извођења. Структурализам је једна реакција на ЦИАМ- функционализам, рационализам који су у изградњи градова за становништво доносили једну безличност примењиваних форми. 
Структурализам у уопштеном смислу је у мишљену 20. века је настао на различитим местима у разним професијама и тако се прмећује у оквиру лингвистике, етнографије, фолклористике антропологије, филозофије, уметности и архитектуре односно урбанизма.

## Настанак
Структурализам у архитектури и урбанизму настао је у удружењу архитеката ЦИАМ после дискусије платформе за архитектуру и рбанизам послеДругог светског рата од 1928- 1959. године У овој организацији оперисале су разне групације архитеката који су заговарали идеје рационалиста, архитектуре као уметности, заговорници реформи и старих учења. Један од првих који су се супротстављали архитектури у Ноја сацхтлихкајт и рационализму био је Алдо ван Ајк са својом „Изјавом против рационалиста“ приликом шестог конгреса ЦИАМ из 1947. године.
Он је био једини који је о оквиру мале групе („Tim Ten“)дао базу за структурализам. Група је била активна 1953. године и ту су се издвојиле две струје од којих је једна била брутализам од заступника Алисон Смитсон а друга структурализам Алда ван Ајка. Споља су дошли побуде од Лујс Кана из америке и Кензо Тангеа из Јапана као и Холанђанина Јона Хабракена са његовом теоријом и принципима примена.

## Манифест
Јадан од утицајних манифеста за покрет структурализма био је састављен у часопису „Форум“ из Амстердама који је био истовремено и програм у ЦИАМ-у 1959. године у Отрелу- на једанајстој конференцији. Језгро овог манифеста био је напад на рационалисте који су били одговорни за развој архитектуре после Другог светског рата. Отерло-конгрес је постао пошетак струје структурализма у архитектури и од тог се времена у стручној литератури сусрећемо са овим изразом.

## Главни принципи и развој
Ка потпуном развоју структурализма у архитектури је дошло после Другог светског рата када је за то била заслужна група архитеката која је била против строгоће и безличности прдходног доба. Он се пројављује пре свега као апликација на стваралачки рад архитеката и постао је део касније модерне.
Дотадашња модерна је кретала у правцу који су носиоци овог правна у принципу негирали. Нису се слагали углавном са главним одређујућим фактором модерне- са техником. Одбијају стерилност, анонимност и безличност концепција. Сртуктурализам се залаже за главну осовину концепције стварања и основу свог рада социјалне односе и људско понашање. Излазишта за стварање се мењају и нису више сррога и узрокована техником као у самој модерни. Ови нови принципи произилазе из антропологије које је разрадио у својим делима Клод Леви-Штраус.
Водећа личност и мост између теорије Штрауса је Алдо ван Ајк. Он полази од тезе да основ друштвеене структуре чини мрежа односа, и схвата да функционисање друштвених структура и постојање у оквиру оквира њих значи обогаћивање живота и налажење смисла при чему бити мими њих значи одређена форма егзила.
Због тога облици и простори структуралистичких грађевина треба да буду места која подупиру социјалне односе тако, да стварају архитектуру са осећајним приступима за поједине функције. Њихов естетски утисак је другоразредан
Резултат далих реакција на прошлост, и ако генерација структуралиста ствара без непосредног додира и искуства са класичком модерном, је уплатњавање појмова као сакупљање облика и састав су базични појмови при оформљавању структурализма. Карактеристичне црте структурализма су чврсте физичке структуре у које су се тренсформисале флексибилне социјалне структуре.
Ове нове тенденције, помаци у појимању функције дела, њихове интеракције са људима и утицаји на њихове делатности и односе, нису настали из дана у дан, већ насупрот, тражило је то много истраживања , посматрања и откривања. И како свака држава собом носи нову историју чије огледало је стваралачки редови тако можемо структурализам да откривамо у 40.-тим годинама 20. века у романским државама (Оскар Нимајер) док у северним земљама утицаји се појављују после 60.-тих година (Еро Саринен)
Могућности избора које нуде концепсије две врсте структурализма биле су излазишта за Холанђанина Хермана Херцбергера. Могућност избора у његовом стваралаштву значи структурално разлагање и лавиринтни простор. Све ово испуњава дело зграда осигурање у Апелдорну која је састављена од структуралистичких квадратних секција које припомињу град у граду. За репрезентанта структурализма можемо обележити Хабитат у Монтреалу. Ту се ради о саставу призмастих контејнера пирамидајно стављаних једна за другим. Његов аутор је Моше Сафдие.
Принцип структурализма у урбанизму за послератно доба спајан је изразитим растом становника и у великој мери искориштава мултипликације и понављања структура у јасбим геометријским формама и варијацијама. Организацијом мреже насеља се бавио Грчки архитекта Константинос Доксијадис који је био иницијатор научно инжињерске дисциплине естетике, феномен доба Даљом интересантном грађевином је психијатријска клиника у Минделхарнису у Холандији од Јакоба Бакема из 1973/1974. године.
- Кимбел Музеј уметности у Форт Ворту (Луис Кахн)
- Институт у Ла џолија Калифорнија , 1965 (Луис Кахн)
- Зgрада бироа у Апелдорну, 1972 (Херман Хертцберgер)
- Универзитет ФУ Берлин, 1963-73 (Кандилис Јосиц & Вудс)
- Јаманаши културни центар у Кофу, 1967 (Кензо Танге)
- Универзитетска клиника у Ахену, 1971–1985.
- Хабитат, Светска изложба у Монтреалу, 1967 (Моше Сафдие)
- Кубусхаус у Ротердаму, 1985 (Пит Блом)
- Споменик убијеним Јеврејима Европе, 2005 (Петер Ајсенман)
- Споменичко насеље у Јерусалиму, 2005 (Моше Сафдие)